# Nintendo e-Reader

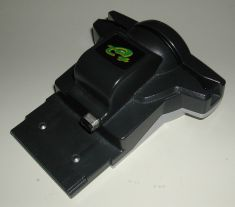
e-Reader+

Nintendo e-Reader é um dispositivo feito pela Nintendo para seu sistema portátil Game Boy Advance. Tem um digitalizador à laser que lê os "cartões e-Reader", que são cartões de papel com dados especialmente codificados impressos neles. O e-Reader não é nem um console nem um acessório, mas um dispositivo adicional, como o Sistema de Disco do Famicom.